# كيرك جونز
كيرك جونز (بالإنجليزية: Kirk Jones)‏ هو كاتب سيناريو ومخرج بريطاني، ولد في 31 أكتوبر 1964 في برستل في المملكة المتحدة.

## وصلات خارجية
- كيرك جونز على موقع IMDb (الإنجليزية)
- كيرك جونز على موقع ألو سيني (الفرنسية)
- كيرك جونز على موقع أول موفي (الإنجليزية)
- كيرك جونز على موقع بوكس أوفيس موجو (الإنجليزية)
- كيرك جونز على موقع قاعدة بيانات الأفلام السويدية (السويدية)
- كيرك جونز على موقع قاعدة بيانات الفيلم (الإنجليزية)
- كيرك جونز على موقع كينوبويسك (الروسية)